# Dołubowo
Dołubowo is een plaats in het Poolse district  Siemiatycki, woiwodschap Podlachië. De plaats maakt deel uit van de gemeente Dziadkowice en telt 393 inwoners.

## Voetnoten
1. 1 2  USC Dziadkowice, Karty Osobowe Mieszkańców (Dołubowo).